# Digital Signage

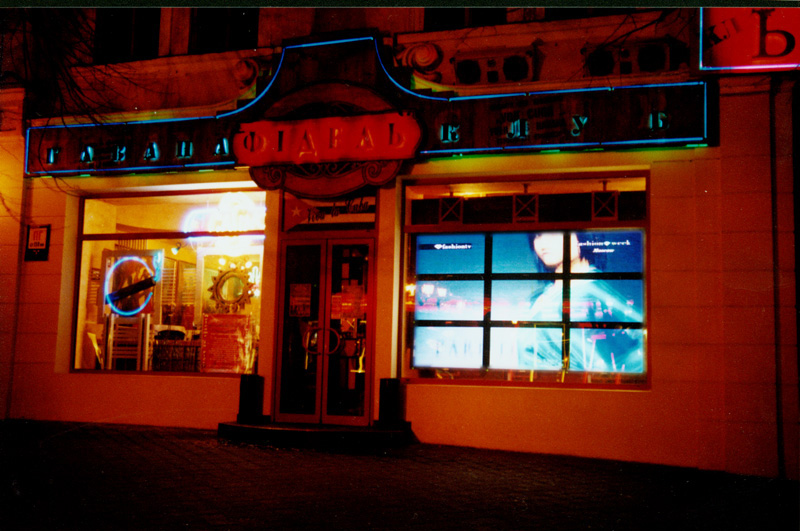
Видеореклама «Гавана-клуб Фидель»

Digital Signage (досл.: «цифровые вывески», «объявления»; русскоязычные термины: видеореклама на мониторах) — технология представления информации с электронных (цифровых) носителей (дисплеев, проекционных систем и т. д.), установленных в общественных местах.
В основном применяется для распространения рекламы. Рекламные сообщения, распространяемые посредством digital signage, как правило, имеют целью достижение целевой аудитории в нужном для контакта месте и в нужное время.
Преимущества таких электронных сообщений над традиционными статичными формами наружной рекламы в более простой и быстрой замене содержимого сообщения; динамичности самого изображения; адаптируемости сообщения к окружающей обстановке и аудитории, в том числе интерактивно. Недостаток в том, что это технически сложно.
Digital Signage характеризуется высоким показателем окупаемости инвестиций ROI в сравнении с печатными рекламными объявлениями.

## Области применения
Digital Signage применяется для множества различных задач, наиболее распространены из которых:
1. Публичная информация — новости, погода, локальная информация, такая как месторасположение пожарного выхода
2. Внутренняя информация — внутрикорпоративные новости, специфическая информация в учреждениях здравоохранения и т. д.
3. Реклама — как специфичная для аудитории по месту расположения дисплея, так и рассчитанная на традиционные СМИ
4. Имидж — с целью повышения статуса магазина или предприятия, создания требуемой атмосферы.
5. Влияние на поведение потребителя — привлечения потребителя к определённым зонам, увеличение времени пребывания в магазине.
6. Расширение потребительского опыта — приложения, занимающие внимание потребителя во время ожидания в очереди, например, демонстрация рецептов в продуктовом магазине.
7. Улучшение окружающей обстановки — информационные киоски и динамическая навигация.

## Контент
Контент (содержание сообщений) в случае digital signage означает всё, что отображается на дисплее и сопутствующий звук. Контент может состоять из текста, изображений, анимации, видео, интерактивных элементов, в любом сочетании. Общепринятое мнение, что хороший контент — это необходимое условие эффективности digital signage.
Хотя сама технология проверена временем, контент может стать причиной неудачи. Специфичные для каждого случая условия требуют гибкости маркетингового мышления, соответствия контента восприятию потребителя. Трансляция телевизионной рекламы может не иметь эффекта.
Для многих приложений важно регулярное обновление контента, как по причине ротации информационных (рекламных) сообщений, так и для поддержания интереса зрителя.

## Производство и управление контентом
Производство контента может выполняться как на aутсорсинге, так и собственными специалистами. Из множества существующих программных решений, наиболее популярны специально разработанные для целей digital signage. Использование ПО общего назначения может не предоставить необходимой гибкости и контроля над процессом.
Важной функциональной характеристикой программного обеспечения является способность к автоматизации доставки контента и управлению вещанием.

## Отличие от Indoor TV
Системы Digital Signage — более общее понятие, включающее в себя indoor tv.

## Инфраструктура
Инфраструктура строится из собственно ЖК- и плазменных дисплеев, плееров, вещательного сервера и инфраструктуры: сеть передачи видеосигнала и сеть передачи данных. Состав и количество элементов зависит от объекта на котором инсталлируется система.

### Дисплеи
Это могут быть ЖК или плазменные экраны, светодиодные вывески, видеостены — большие экраны, состоящие из нескольких мониторов (как правило, LCD), демонстрирующих единое изображение, проекторы и подобные устройства отображения для помещений и улиц. Другие, нетрадиционные технологии это голографические дисплеи, водяные и дымовые экраны. Последние могут применяться для оригинальных инсталляций и не подходят для крупных сетей.
Снижение цен на ЖК- и плазменные дисплеи привело к росту числа инсталляций digital signage. Определяющими факторами в выборе дисплея являются размер и стоимость. Размер должен обеспечивать комфортное восприятие потребителем информации. С технической точки зрения, продукция недорогих брендов имеет приемлемые характеристики.

### Воспроизведение контента

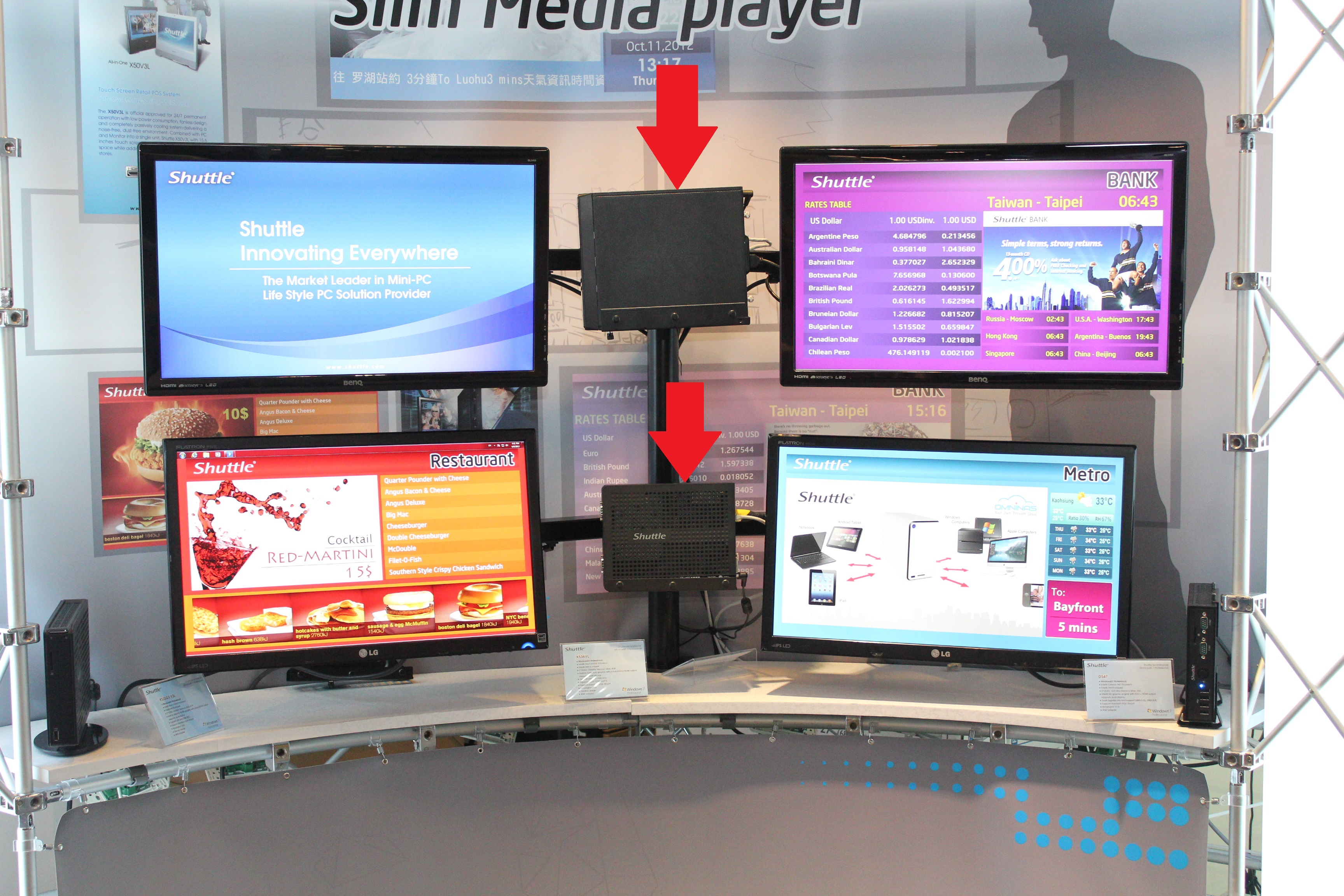
Плеер в Digital Signage

Контент воспроизводится на дисплеях как минимум с одного плеера (внешних или встроенных). Существующие программные и аппаратные решения представляют различные пути для управления и проигрывания контента, начиная с простых медиа-плееров, циклично воспроизводящих видео, заканчивая распределёнными сетями национального масштаба, управляемыми из одного центра.
Информация на первых может обновляться через DVD или USB флэш-носители. Последние позволяют как разом обновить все плееры с сервера, так и каждый плеер может забрать свой индивидуализированный контент с сервера. Плееры, работающие по технологии гипермедиа (также называемые Hyper Media Player), помимо указанных способов обновления, могут совмещать на экране контент из своего встроенного хранилища и внешних источников данных (сервер, интернет, базы данных и т. п.).
Большинство продуктов имеет web-интерфейс, что позволяет удалённо управлять системой одному оператору.

### Сетевая инфраструктура
За исключением ситуации, когда плеер расположен в непосредственной близости от дисплея, необходима инсталляция сети передачи видеосигнала. Видео (и звук) может передаваться по кабелю UTP Cat 5 или по беспроводной сети. Кабель UTP позволяет передать преобразованный видеосигнал на значительные расстояния.
Для управления сетью устанавливается сервер. Он может быть расположен в произвольном месте и на нём собирается и организуется новый контент. Текущий контент хранится и воспроизводится с медиаплееров.
Для сетей, не имеющих доступа из Интернета, обновление контента производится локально, при помощи DVD и USB носителей. Сети, имеющие доступ в Интернет, обновляются удаленно, и, кроме того, они могут брать внешнюю информацию из Интернет (курсы валют, погоду).
Технология IPTV может быть использована для широковещательной доставки контента. Возможна конвергенция, когда в контент digital signage вставляется телевизионное вещание.

### Другие технологии
Имеются приложения, использующие мобильные телефоны для повышения интерактивности. SMS может служить для размещения сообщений, Bluetooth позволяет потребителю напрямую взаимодействовать с тем, что он видит на экране.
Другая новая технология — это 3D дисплей.

## Стандарты
Комитет en:POPAI по digital signage выпустил стандарт по форматам экранов.

## Проблемы и решения
За время своего существования Digital signage прошёл большой путь и стал крупным медиа. За собой он привел следующие проблемы:
1. Неопределённый ROI — стоимость развёртывания системы может оказаться высокой: большой наружный светодиодный экран имеет большую цену, или при невысокой цене на ЖК или плазменный дисплей, их общая стоимость при планировании большой сети тоже высока. В таких проектах, окупаемость инвестиций должна быть тщательно обоснована.
2. Недостаточная совместимость — продукты digital signage в большинстве своём — закрытые системы. Проведение рекламной кампании в нескольких сетях digital signage, построенных на базе разных продуктов, связано с техническими трудностями, каких не наблюдается на телевидении и Интернет. Отсутствие общего коммуникационного протокола затрудняет работу с несколькими сетями, удорожает и затрудняет расширение самих сетей.
3. Сложная цепочка поставщиков — в проект по развёртыванию сети могут быть вовлечены подрядчики по следующим направлениям: дисплеи, медиаплееры, программное обеспечение, планирование, инсталляция, техническое обслуживание, сеть и сетевое оборудование, создание контента, продажи рекламы. Управление таким проектом — пугающая перспектива, когда роль каждого участника критична.
4. Недостаток понимания — несмотря на развитость и известность технологии, существует общее недопонимание её основ. Digital signage не является телевидением ни в терминах контента, ни в терминах размеров и расположения дисплеев.

Эти проблемы решаются следующими способами:
1. Понимание ROI — исследования показывают эффективность в привлечении внимания потребителя и улучшения запоминаемости им продукта при проведении рекламной кампании в сетях. С другой стороны, стоимость развёртывания системы для небольшого магазина или кафе сильно снизилась в последние годы и на окупаемость проекта можно рассчитывать в ближнесрочной перспективе.
2. Открытые стандарты — такие организации как POPAI (Point-of-Purchase Advertising International) и OAAA (Outdoor Advertising Association of America) активно разрабатывают и продвигают открытые стандарты, которые делают возможным коммуникацию через разнородные сети. Такая возможность усилит конкуренцию среди поставщиков и приведёт к снижению инвестиций.
3. Консолидация поставщиков — бизнес консолидирует сегменты длинной цепочки. Участники объединяются и расширяют область своих компетенций.
4. Понимание индустрии — расширяется выставочная активность и число тематических конференций.